# INS Vikrant (R11, 1961)
INS Vikrant (R11) (původně HMS Hercules (R49)) je bývalá letadlová loď třídy Majestic indického námořnictva, která sloužila v letech 1961–1997.
Loď byla stavěna od 12. listopadu 1943 na řece Tyne jako HMS Hercules (R49) pro Royal Navy. Spuštěna na vodu byla 22. září 1945, avšak vzhledem ke konci druhé světové války byly práce na ní v květnu 1946 přerušeny. V lednu 1957 byla odprodána Indii, poté byla přetažena do Belfastu, kde byla dokončena. Pod jménem INS Vikrant (R11) byla do služby v indickém námořnictvu zařazena 4. března 1961.
Po svém vyřazení ze služby 31. ledna 1997 byla zachována jako námořní muzeum v Bombaji. V roce 2013 však indické ministerstvo obrany oznámilo úvahy o šrotaci lodě, neboť její údržba je složitá a také se nenašli žádní soukromí zájemci o provozování muzea.